# União das Freguesias de Friúmes e Paradela
União das Freguesias de Friúmes e Paradela, kurz Friúmes e Paradela, ist eine portugiesische Gemeinde (Freguesia) im Kreis (Concelho) von Penacova. Sie umfasst eine Fläche von 22,56 km² und hat 871 Einwohner (Stand nach Zahlen von 2011).
Die Gemeinde entstand im Zuge der kommunalen Neuordnung Portugals nach den Kommunalwahlen am 29. September 2013, als Zusammenschluss der bisherigen Gemeinden Friúmes und Paradela. Sitz der neuen Gemeinde wurde Friúmes.